# Acid neuraminic
Acidul neuraminic este un derivat amino-glucidic cu funcțiune acidă, având o catenă formată din nouă atomi de carbon. Deși glucidele cu 9 atomi de carbon nu se regăsesc în natură, compusul poate fi privit ca o cetoză și nonoză, în structura căreia capătul din poziția 1 (–CH2OH) a fost oxidat la o grupă carboxil (-COOH), grupa hidroxil din poziția 3 a fost dezoxidată, iar grupa hidroxil din poziția 5 a fost substituită cu amino (–NH2). De asemenea, compusul este un produs al condensării aldolice a acidului piruvic cu D-manozamina (2-amino-2-dezoxi-manoza).
Derivații săi sunt compuși răspândiți în organismele vii, ca parte a acizilor sialici.